# Saison 3 d'United States of Tara
Chronologie
Saison 2
Cet article présente les douze épisodes de la troisième saison de la série télévisée américaine United States of Tara.

## Synopsis
Tara Gregson, mère de deux adolescents, souffre d'un trouble dissociatif de l'identité. Elle possède plusieurs personnalités différentes soit des « alter ego ». Lorsque Tara décide d'arrêter son traitement médical, ces différentes personnalités resurgissent : « T. », une adolescente de 16 ans ; « Alice », la mère parfaite des années 1950 ; « Buck », un vétéran du Viêt Nam pervers et alcoolique ; « Gimme », un alter ego « animal » ; le « Dr Shoshana Schœnbaum », une psychologue hippie et « Cocotte » (Chicken en VO), Tara se retrouve de nouveau avec sa mentalité d'enfant de 5 ans.
Néanmoins, Tara peut compter sur le soutien de sa famille, son époux Max, et ses enfants Kate et Marshall. En revanche, sa sœur : Charmaine est beaucoup moins tolérante et la soupçonne même de simuler son état.
Au fur et à mesure du temps, Tara va découvrir également les raisons de son trouble, en cherchant dans sa mémoire les événements traumatisants de son enfance.

## Distribution de la saison

### Acteurs réguliers
- Toni Collette (VF : Marjorie Frantz) : Tara Gregson
- John Corbett (VF : Maurice Decoster) : Max Gregson
- Brie Larson (VF : Elisabeth Ventura) : Kate Gregson
- Keir Gilchrist (VF : Dimitri Rougeul) : Marshall Gregson
- Rosemarie DeWitt (VF : Laura Préjean) : Charmaine Craine

### Acteurs récurrents
- Patton Oswalt (VF : Daniel Lafourcade) : Neil Kowalski
- Eddie Izzard (VF : Thierry Wermuth)  : Dr Jack Hatterras
- Pamela Reed (VF : Marie-Martine) : Beverly Craine
- Michael J. Willett (VF : Yoann Sover) : Lionel Trane
- Frances Conroy : Sandi Gregson, la mère de Max[1]
- Aaron Christian Howles (VF : Stanislas Forlani) : Noah Kane[2]
- Keir Gilchrist (VF : Damien Witecka) : Evan

## Épisodes

### Épisode 1:Échec et Mat
- États-Unis : 28 mars 2011 sur Showtime
- France : 5 juillet 2012 sur Canal+[3],[4]

### Épisode 2:Alter ego à gogo
- États-Unis : 4 avril 2011 sur Showtime
- France : 5 juillet 2012 sur Canal+[3],[4]

### Épisode 3:L'Art du doigt d'honneur
- États-Unis : 11 avril 2011 sur Showtime
- France : 12 juillet 2012 sur Canal+[4]

### Épisode 4:Naissance
- États-Unis : 18 avril 2011 sur Showtime
- France : 12 juillet 2012 sur Canal+[4]

### Épisode 5:L'Élixir duDrHatteras
- États-Unis : 25 avril 2011 sur Showtime
- France : 19 juillet 2012 sur Canal+[4]

### Épisode 6:L'enfer est pavé de bonnes intentions
- États-Unis : 2 mai 2011 sur Showtime
- France : 19 juillet 2012 sur Canal+[4]

### Épisode 7:Le Retour de Baverlamp
- États-Unis : 9 mai 2011 sur Showtime
- France : 26 juillet 2012 sur Canal+[4]

### Épisode 8:Le Labyrinthe
- États-Unis : 16 mai 2011 sur Showtime
- France : 26 juillet 2012 sur Canal+[4]

### Épisode 9:Bryce, un ami qui vous veut du bien
- États-Unis : 23 mai 2011 sur Showtime
- France : 2 août 2012 sur Canal+[4]

Robert Picardo

### Épisode 10:Mauvaises Nouvelles
- États-Unis : 6 juin 2011 sur Showtime
- France : 2 août 2012 sur Canal+[4]

### Épisode 11:Bryce, le fossoyeur
- États-Unis : 13 juin 2011 sur Showtime
- France : 9 août 2012 sur Canal+[4]

Bryce devient omniprésent, continuant à détruire les autres alter-egos. Ainsi, Buck disparait. Charmaine ne voit plus qu'une solution, que Max refuse : faire interner Tara. Marshall, Kate et leur grand-mère viennent au domicile pour aider Max à se débarrasser des affaires de Buck, plus particulièrement des armes à feu et du matériel pornographique. Pendant une sortie, Bryce détruit T. sous les yeux de Kate.

### Épisode 12:Départs
- États-Unis : 20 juin 2011 sur Showtime[5]
- France : 9 août 2012 sur Canal+[4]

Le choc de la noyade permet à Tara de reprendre le dessus sur Bryce et de se débarrasser de cet alter-ego. Devant cette nouvelle, Max accepte de ramener sa femme chez elle avant de repartir pour Boston afin de suivre une thérapie avec le spécialiste conseillé par Hattaras. Cette annonce perturbe la famille Gregson, particulièrement Marshall, qui ne s'est pas remis de sa bagarre avec Bryce.
Avant de quitter son foyer pour Boston, Tara souhaite organiser un repas avec toute la famille, mais aussi Neil, Ted Mayo et Evan. Chacun de leurs côtés, les invités prennent de grandes décisions : Neil décide d'héberger Marshall pendant la thérapie de sa mère, l'emmenant ainsi à Houston, et Evan propose à Kate de s'installer à Saint-Louis. Seul Max reste silencieux tout en rongeant son frein ; il explose finalement lors du diner, relâchant sa colère contre son destin, avant de partir dans son garage pour jouer de la guitare. Durant la nuit, Tara accompagne Marshall au mémorial de Lionel, Charmaine et Neil décident de se marier, et Kate accepte de s'engager avec Evan.